# Sarah Jane Smith (audiójáték-sorozat)
A Sarah Jane Smith egy audiojáték-sorozat amit 2002 és 2006 között adott ki a Big Finish Productions kilenc részben. A sorozat a címszereplő Sarah Jane Smith kalandjait meséli el, az azok utáni években, miután a Doktor kénytelen volt a Földön hagyni. Továbbá megjelenik a robotkutyája K9 két epizódban. A robotkutya sajnos eltűnt a sorozatból, miután a Doktor és Sarah-Jane egy régi ellensége (Hilda Winters) megtalálta és lebontatta.
Az utolsó része Dreamworld amit néhány héttel ezelőtt adtak ki mielőtt Sarah Jane újra megjelent a Doctor Who School Reunion részében. Majd ezután Sarah Jane újra spin-offot kapott melynek címe Sarah Jane kalandjai amit a magyar tévékben is sugároztak.
Az audiosorozat eseményeire nem utaltak kivéve két alkalommal:
- A School Reunion-ban, hogy a K9-s robotkutya nem működik,
- A The Wedding a Sarah Jane Smith-n hogy Sarah Jane a nagynénikéjétől örökölte házát.[1]

## Kiadási összefoglaló
Angolul:

„Back on Earth, former travelling companion of the Doctor, intrepid journalist Sarah Jane Smith, fights corruption and crime.”

Szabad magyar fordításban:

„Miután a Földön maradt a Doktor egykori útitársnője, Sarah Jane Smith, a rettenthetetlen újságírónő, harcot indít a korrupció és a bűnözés ellen.”

## Főszereplők
Ők adták a főszereplőknek a hangjukat:
- Sarah Jane Smith - Elisabeth Sladen
- Josh Townsend - Jeremy James
- Natalie Redfern - Sadie Miller
- Ellie Martin - Juliet Warner (1. évad)
- Will Sullivan - Tom Chadbon (2. évad)
- Sir Donald Wakefield - Stephen Greif (2. évad)

## Részek listája
A sorozat részei:

### 1. évad
A magyar cím zárójelben.
| Sorszáma | Címe                                            | Író              | Kiadás           |
| -------- | ----------------------------------------------- | ---------------- | ---------------- |
| 1        | Comeback (Visszatérés)                          | Terrance Dicks   | 2002. július     |
| 2        | The TAO Connection (A TAO kapcsolat)            | Barry Letts      | 2002. augusztus  |
| 3        | Test Of Nerve (Idegvizsgálat)                   | David Bishop     | 2002. szeptember |
| 4        | Ghost Town (Szellemváros)                       | Rupert Laight    | 2002. október    |
| 5        | Mirror, Signal, Manoeuvre (Tükör, Jel, Manőver) | Peter Anghelides | 2002 november    |

### 2. évad
| Sorszáma | Címe                                         | Író          | Kiadás        |
| -------- | -------------------------------------------- | ------------ | ------------- |
| 6        | Buried Secrets (Temetett titkok)             | David Bishop | 2006. január  |
| 7        | Snow Blind (Világtalan hó)                   | David Bishop | 2006. február |
| 8        | Fatal Consequences (Végzetes következmények) | David Bishop | 2006. március |
| 9        | Dreamland (Álomvilág)                        | David Bishop | 2006. április |

## Kronológia
- Előző: K-9 and Company
- Következő (Doctor Who-n): Osztálytalálkozó
- Következő: Sarah Jane kalandjai